# Jarosław Żaczek
Jarosław Żaczek (Ryki, 14 de Maio de 1967) é um político da Polónia. Ele foi eleito para a Sejm em 25 de Setembro de 2005 com 6246 votos em 6 no distrito de Lublin, candidato pelas listas do partido Prawo i Sprawiedliwość.